# Nesotriccus murinus
El piojito pardo (en Argentina y Paraguay)  (Nesotriccus murinus), también denominado tiranuelo murino (en Colombia), mosquerito cafecito (en Costa Rica), atrapamoscas color ratón (en Venezuela), tiranolete murino (en Ecuador y Panamá) o moscareta murina (en Perú), es una especie de ave paseriforme de la familia Tyrannidae perteneciente al género Nesotriccus que hasta recientemente (2022) integraba el género Phaeomyias. También incluía un grupo de varias subespecies que fueron divididas en cuatro especies diferentes. Es nativo de América del Sur.

## Distribución y hábitat
Se distribuye ampliamente en la mayor parte de Brasil (excepto el sur), este de Perú, Bolivia, Paraguay, hasta el noreste y noroeste de Argentina (al sur hasta La Rioja y este del Chaco. El límite norte de su distribución no está bien definido y puede ocurrir más hacia el norte en el este del continente.
Esta especie, ampliamente diseminada, es localmente común en un amplio espectro de hábitats arbustivos y boscosos tropicales y subtropicales; en la Amazonia y en el escudo guayanés en áreas riparias, en várzeas y sabanas, pero expandiendo su área debido a la deforestación. Es más numerosa en áreas áridas. Principalmente por debajo de los 1000 m de altitud, estando únicamente ausente en la zona más meridional del subcontinente, la cordillera andina y en las selvas húmedas densas. A pesar de ser generalmente común debido a su pequeño tamaño y sus tonos apagados a menudo es difícil de observar, o al menos de identificar ya que puede confundirse con otros tiránidos.

## Descripción
El piojito pardo mide en promedio 12 cm de longitud. Las tonalidades de su plumaje son muy discretas. Sus partes superiores son de color pardo grisáceo u oliváceo, sus alas son más oscuras y presentan dos líneas de color crema. Su garganta y sus listas superciliares son blanquecinas. Su pecho es de color grisáceo verdoso y su vientre es de tonos amarillentos claros. Su pico es oscuro, recto y puntiagudo.

## Sistemática

### Descripción original
La especie N. murinus fue descrita por primera vez por el naturalista alemán Johann Baptist von Spix en 1825 bajo el nombre científico Platyrhynchus murinus; la localidad tipo es: «Joazeiro, Río São Francisco, norte de Bahía, Brasil.»

### Etimología
El nombre genérico masculino «Nesotriccus» se compone de las palabras del griego «nēsos» que significa ‘isla’ (en referencia a la Isla de Cocos), y « τρικκος trikkos»: pequeño pájaro no identificado; en ornitología, «triccus» significa «atrapamoscas tirano»; y el nombre de la especie «murina», proviene del latín «murinus» que significa de ‘color gris ratón’.

### Taxonomía
Durante mucho tiempo fue la única especie del género Phaeomyias. Algunos autores, como Ridgely & Tudor (1994) y Ridgely & Greenfield (2001), principalmente con base en la notable diferencia de vocalización, consideraron al taxón tumbezana (incluyendo inflava y maranonica), del suroeste de Ecuador y el noroeste de Perú como especie plena: el piojito de Tumbes Phaeomyias tumbezana. Las evidencias genéticas presentadas por Rheindt et al (2008c) confirmaron estas hipótesis.
Un análisis de ADN mitocondrial realizado por Zucker et al. (2016), que exploró las relaciones entre Nesotriccus ridgwayi, el mosquerito de la isla del Coco, una especie endémica de esta isla del Océano Pacífico de Costa Rica, y las varias poblaciones de Phaeomyias a través de su distribución en Centro y Sudamérica, encontró que Nesotriccus está embutido en el árbol de la evolución de Phaeomyias; y que este complejo de subespecies, representa por lo menos cuatro especies distintas que se diferencian en plumaje, vocalización y hábitat. Nesotriccus sufrió un cuello de botella poblacional subsecuente a su divergencia de las poblaciones de Centro y Sudamérica en el Pleistoceno medio.
Por lo tanto, al conformar un grupo monofilético, se concluye que todas las especies pertenecen al mismo género y Nesotriccus tiene prioridad sobre Phaeomyias. Como consecuencia, la entonces subespecie P. murina incomta (incluyendo eremonota), del este de Centroamérica y norte de Sudamérica, es reconocida como especie plena separada de la presente: el piojito simple o piojito pardo norteño (Phaeomyias incomta); y la entonces subespecie P. tumbezana maranonica, del valle del río Marañón, en Perú, es reconocida compo especie plena separada de P. tumbezana: el piojito del Marañón (Phaeomyias maranonica). Y todas ellas pasan a ser parte del género Nesotriccus.  Debe ser observado que como Nesotriccus es masculino, los epítetos murina, imconta, tumbezana y maranonica, cambian para murinus, imcontus, tumbezanus y maranonicus, respectivamente.

### Subespecies
Según las clasificaciones del Congreso Ornitológico Internacional (IOC) y Clements Checklist/eBird se reconocen dos subespecies, con su correspondiente distribución geográfica:
- Nesotriccus murinus murinus (Spix, 1825) - centro, este y sur de Brasil (Maranhão, Ceará y Pernambuco hacia el sur hasta Mato Grosso y São Paulo), centro de Bolivia (Cochabamba hacia el sur hasta Tarija), Paraguay y noroeste de Argentina (al sur hasta La Rioja). Incluye al taxón ignobilis Bond y Meyer de Schauensee, 1941, considerado indistinguible de la nominal.
- Nesotriccus murinus wagae (Taczanowski, 1884) - las Guayanas, Amazonia brasileña, este de Perú y norte de Bolivia.